# University of Eastern Africa, Baraton
University of Eastern Africa, Baraton är ett universitet i Kenya. Det ligger i den västra delen av landet, 260 km nordväst om huvudstaden Nairobi. 